# Liste der Wirtschaftsminister von Brandenburg
Liste der Wirtschaftsminister von Brandenburg.

## Wirtschaftsminister Brandenburg (seit 1990)
| Name              | Amtsantritt                          | Kabinett               | Partei    |
| ----------------- | ------------------------------------ | ---------------------- | --------- |
| Walter Hirche     | 1. November 1990                     | Stolpe I               | FDP       |
| Burkhard Dreher   | 11. Oktober 1994                     | Stolpe II              | SPD       |
| Wolfgang Fürniß   | 13. Oktober 1999 26. Juni 2002       | Stolpe III Platzeck I  | CDU       |
| Ulrich Junghanns  | 14. November 2002 13. Oktober 2004   | Platzeck I Platzeck II | CDU       |
| Ralf Christoffers | 6. November 2009 28. August 2013     | Platzeck III Woidke I  | Die Linke |
| Albrecht Gerber   | 5. November 2014                     | Woidke II              | SPD       |
| Jörg Steinbach    | 19. September 2018 20. November 2019 | Woidke II Woidke III   | SPD       |
| Daniel Keller     | 11. Dezember 2024                    | Woidke IV              | SPD       |